# جامع أرسنجان
جامع أرسنجان هو مسجد جامع يعود إلى عهد الدولة الصفوية ويقع في أرسنجان بشارع السعدية.